# 菲利普·菲利耶尔
菲利普·菲利耶尔（英語：Philip Filleul，1885年7月15日—1974年7月29日），英国男子赛艇运动员。他曾代表英国参加1908年夏季奥林匹克运动会赛艇比赛，获得男子四人单桨无舵手银牌。